# Осипов, Михаил Григорьевич
Михаил Григорьевич Осипов (1907—1970) — советский инженер-строитель, первый директор института Гипровостокнефть, лауреат Ленинской премии 1966 года.
Окончил Рязанский техникум путей сообщения (1928) и Московский институт инженеров железнодорожного транспорта (1936).
Работал на Самаро-Златоустовской железной дороге (1928—1934) и в Куйбышевском отделении «Союзтранспроекта» (1936—1939).
Когда в феврале 1939 года в Куйбышеве была создана проектная контора «Востокнефтепроект» (ВНП), назначен в ней начальником строительного сектора, потом зам. главного инженера и управляющим.
В 1946—1970 первый директор «Гипровостокнефти» — Государственного комплексного института по научным исследованиям и проектно-изыскательским работам нефтегазодобывающей про-мышленности. Институт разрабатывал проектно-сметную документацию для объединений «Куйбышевнефть», «Оренбургнефть», «Пермнефть», «Татнефть», и других.
Кандидат технических наук (1958).
В 1966 г. присуждена Ленинская премия за участие в научном обосновании и практическом внедрении блоковых систем разработки нефтяных месторождений Куйбышевской области.
Награждён орденами Ленина, Трудового Красного Знамени, «Знак Почета», медалями «За трудовое отличие», «За доблестный труд в Великой Отечественной войне 1941-1945 г.г.».